# Grolla d'oro
La Grolla d'oro (després anomenada Premio Saint Vincent-Grolle d’oro) va ser un premi cinematogràfic italià, que va tenir lloc a Sent-Vincent, promogut per la regió autònoma Vall d'Aosta i organitzat pel Casino de la Vallée.

## Història
El guardó va ser fundat el 1953 per alguns dels crítics de cinema més autoritzats, amb l'objectiu de promocionar el cinema italià.
En més de 50 anys, foren premiats a Sent-Vincent actors destacats de l'escena del cinema italià com Gina Lollobrigida, Marcello Mastroianni, Gian Maria Volonté, Andrea Checchi, Vittorio Gassman, Nino Manfredi, Enrico Maria Salerno, Peppino De Filippo, Anna Magnani, Alberto Sordi, Paolo Villaggio, Alida Valli, Monica Vitti, Valeria Moriconi, i directors de la talla de Federico Fellini, Michelangelo Antonioni, Bernardo Bertolucci, Luchino Visconti, Pier Paolo Pasolini, Ettore Scola i Ermanno Olmi.
A l'edició de 1994, sota la direcció artística de Felice Laudadio (que se l'havia contractat el 1990 per mantenir-la durant dotze anys fins al 2001), el Premi Grolla d'Oro va canviar el seu nom pel de Premi Sant -Vincent. per il cinema italiano, però el premi l'objecte del premi continua sent una grolla d'or. La 52a i darrera edició va tenir lloc l'any 2006.

### Telegrolle
L'any 2001 neix el "Telegrolle", amb premis de ficció televisiva i telenovel·les.

## Reconeixements
- Grolla d'oro al millor director
- Grolla d'oro a la millor actriu
- Grolla d'oro al millor actor
- Grolla d'oro a la millor actriu revelació
- Grolla d'oro al millor actor novell
- Grolla d'oro al millor productor
- Grolla d'oro al millor director novell
- Grolla d'oro al millor guió
- Grolla d'oro a la millor fotografia
- Grolla d'oro a la millor música
- Grolla d'oro a la carrera